# ضريح مخدوم قلي
ضريح مخدوم قلي (بالفارسية: آرامگاه مخدوم‌قلی) هو ضريح تاريخي يعود إلى القاجاريون والدولة البهلوية، ويقع في مقاطعة مراوة تبة.